# Neuilly-le-Vendin
Neuilly-le-Vendin là một xã thuộc tỉnh Mayenne trong vùng Pays de la Loire tây bắc nước Pháp. Xã này nằm ở khu vực có độ cao trung bình 133 mét trên mực nước biển.